# Rochuskapelle (Wangen im Allgäu)

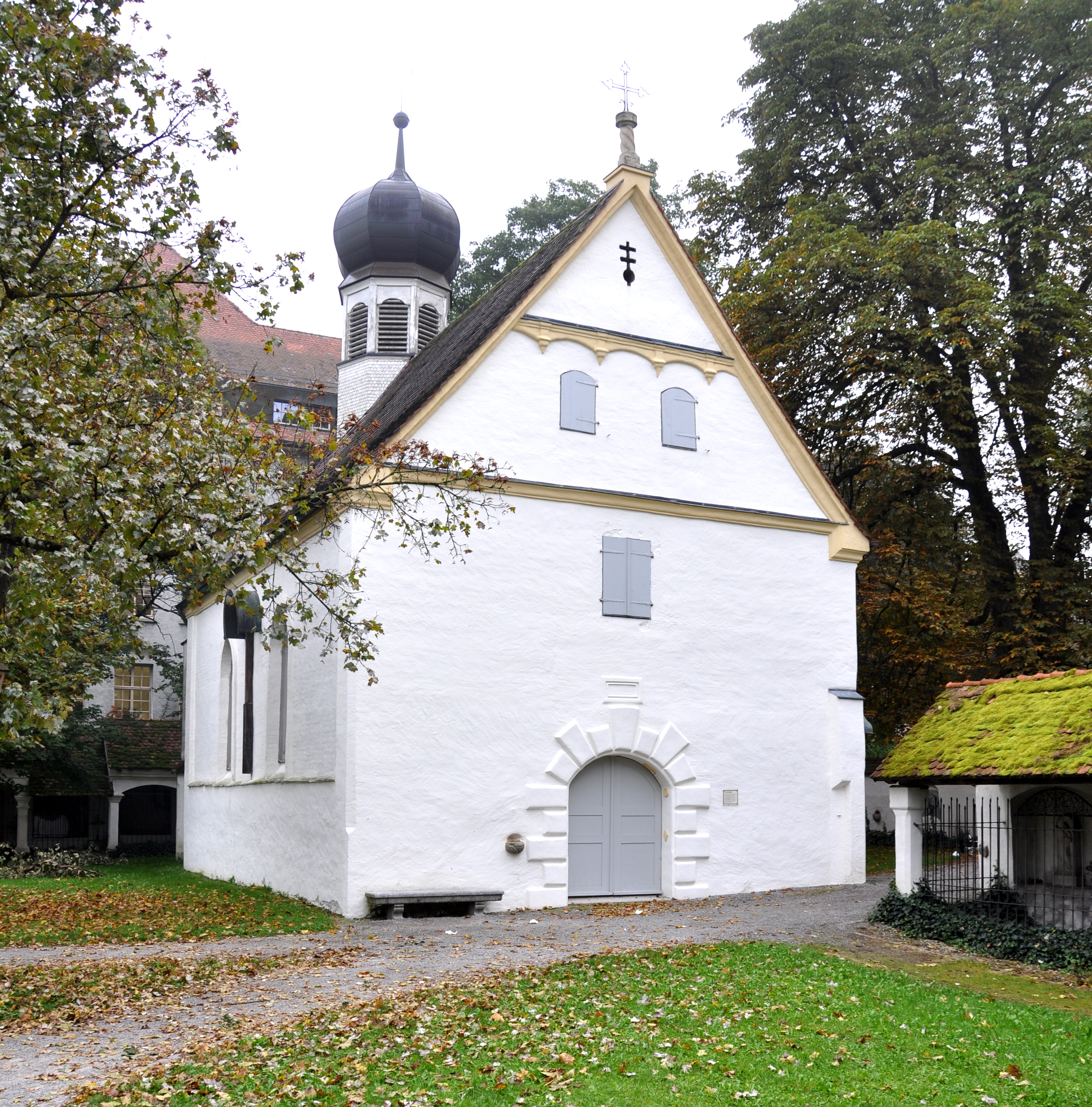
Die Rochuskapelle in Wangen

Die Rochuskapelle (auch Kapelle St. Rochus) befindet sich in Wangen im Allgäu im Landkreis Ravensburg in Oberschwaben.

## Geschichte
Die Rochuskapelle befindet sich im Wangener Stadtpark Alter Gottesacker. Dieser ehemalige Friedhof wurde 1521 während einer Pestepidemie angelegt, um jenen bei der Pfarrkirche St. Martin zu entlasten. Die Anlage mit Grabkapellen und Epitaphen folgt italienischen Vorbildern. Die Kapelle wurde 1592/93 durch den städtischen Baumeister Jerg Loßherr erbaut und dem heiligen Rochus geweiht, dem  Schutzpatron gegen die Pest. Abgesehen von einzelnen Ausstattungsstücken wurde die Kapelle seither nie verändert. 1991 oder 1992/93 wurde die Kapelle restauriert; dabei wurde auch der ursprüngliche Dachreiter wiederhergestellt.

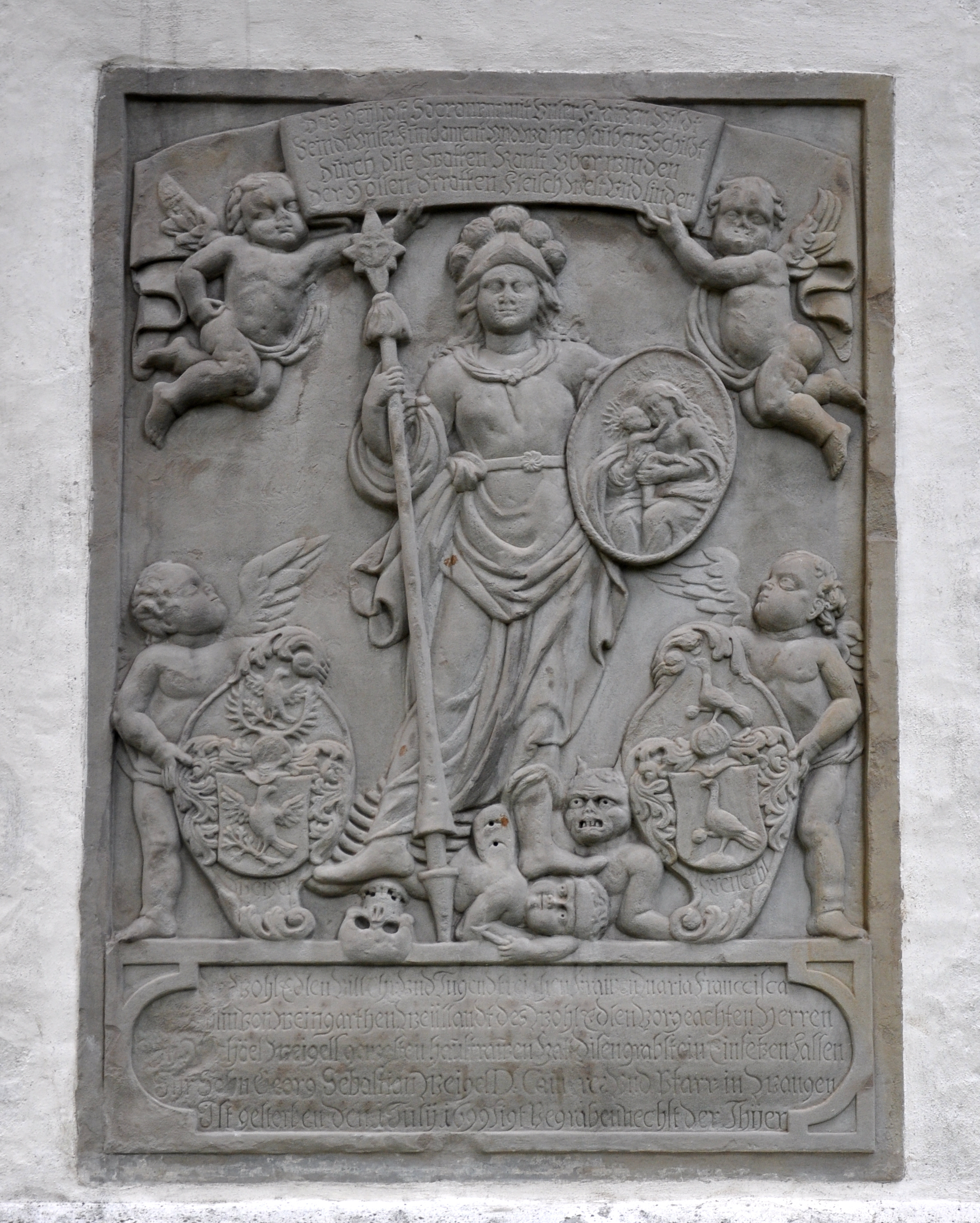
Epitaph für Maria Franziska Weigl († 1699)

## Beschreibung
Die Kapelle ist ein kleiner Saalbau mit eingezogenem Chor und einem kleinen Dachreiter mit Zwiebelhaube. An der Südseite des Chors ist die Sakristei angebaut.  Während die spitzbogigen Fenster und im Inneren das Sterngewölbe des Chors noch die Formen der Gotik zeigen, gehören die Rustikaquader-Fenstereinfassungen, die Portalumrahmungen und die Ecklisenen stilistisch der Renaissance an, obwohl alle zur gleichen Bauzeit entstanden sind. Dieses Stilgemisch ist bemerkenswert. Eine Inschrift über dem Südportal gibt das Baujahr 1593 an. In einer Nische an der Südwestecke ist ein Sandsteinrelief mit der Schutzmantelmadonna angebracht.
Ein hochbarockes Sandsteinepitaph (für Maria Franziska Weigl bzw. Weigell, † 1699) zwischen den Fenstern der Südwand zeigt den heiligen Michael und vier Putti. Die obere Inschrift verkündet gegenreformatorische Theologie, die untere Inschrift enthält die Angaben zur Verstorbenen. Da das Relief nie als Grabstein auf dem Grab stand, ist die Grabstelle ausdrücklich angegeben: „(...) ligt begraben nechst der Thüer“ (liegt begraben neben der Türe).
Der Gesamteindruck des Innenraums wird geprägt von der leicht tonnengewölbten Holzdecke mit 66 bemalten Tafeln aus dem Jahr 1598. Die Tafeln stellen das Leben Jesu Christi und seiner Apostel dar, dazwischen Wappen von Wangener Familien. Der Künstler dieser Tafeln ist unbekannt.
Die drei Altäre oder zumindest der Hochaltar stammen von dem Lindauer Meister Esaias Gruber dem Älteren (1594), wurden aber später verändert: Da die Kapelle zunächst das Patrozinium Unserer Lieben Frau trug, enthielt der Hochaltar ursprünglich eine plastische Darstellung der Krönung Mariens, die um 1800 durch ein nazarenisches Gemälde mit Maria, Mutter Anna und Joachim ersetzt wurde. In der Predella enthält der Altar ein Relief der Verkündigung, auf Volutenkonsolen links und rechts des Schreins stehen Figuren der Apostelfürsten Petrus und Paulus, im Aufsatz eine des hl. Rochus. Das Altarbild des nördlichen Seitenaltars zeigt die Heilige Familie, in der Predella die Vera Icon; jenes des südlichen Seitenaltars ist eine Darstellung der 14 Nothelfer aus dem 18. Jahrhundert.
Als „Kleinod“ gelten die 15 Rundmedaillons  vom 1622 aufgestellten Hochaltar der Pfarrkirche St. Martin; sie zeigen die Rosenkranzgeheimnisse. Das Auferstehungsrelief ist signiert: „JZ“ = Johannes (Hans) Zürn (der Jüngere?).